# HD162817
HD162817 — хімічно пекулярна зоря спектрального класу B9, що має видиму зоряну величину в смузі V приблизно  6,1.
Вона  розташована на відстані близько 842,8 світлових років від Сонця.